# Широківська сільська рада (Виноградівський район)
Широківська сільська рада — колишній орган місцевого самоврядування у Виноградівському районі Закарпатської області з адміністративним центром у с. Широке.

## Населені пункти
Сільській раді підпорядковані населені пункти:
- с. Широке

## Склад ради
Рада складається з 16 депутатів та голови.

### Керівний склад сільської ради
| ПІБ                       | Основні відомості                                                             | Дата обрання | Дата звільнення |
| ------------------------- | ----------------------------------------------------------------------------- | ------------ | --------------- |
| Поштак Іван Іванович      | Сільський голова, 1977 року народження, освіта, безпартійний                  | 26.03.2006   | 31.10.2010      |
| Копинець Василь Миронович | Сільський голова, 1967 року народження, освіта незакінчена вища, безпартійний | 31.10.2010   | 09.09.2012      |
| Феєр Іван Степанович      | Сільський голова, 1959 року народження, освіта вища, безпартійний             | 09.09.2012   |                 |

Примітка: таблиця складена за даними джерела

## Населення
Згідно з переписом УРСР 1989 року чисельність наявного населення сільської ради становила 2094 особи, з яких 1002 чоловіки та 1092 жінки.
За переписом населення України 2001 року в сільській раді мешкало 2410 осіб.

### Мова
Розподіл населення за рідною мовою за даними перепису 2001 року:
| Мова       | Відсоток |
| ---------- | -------- |
| українська | 99,67 %  |
| російська  | 0,33 %   |